# Cymbideum Society of America
Cymbideum Society of America, fue fundada en 1946 para estimular y extender la apreciación del Cymbidium, Paphiopedilum y otras orquídeas. Ahora se compone de doce ramas individuales, la Sociedad Cymbidium se esfuerza por desarrollar, adquirir y difundir información relativa a estas orquídeas hermosas y encantadoras.
La voz oficial de la Sociedad Cymbidium de América, Orchid Advocate se publica cada dos meses, con un rango de cobertura internacional. Aunque Cymbidium y Paphiopedilums son los principales géneros destacados, se incluyen artículos sobre otros géneros de crecimiento en clima fresco que crecen bajo condiciones similares a cymbidium. Cada número contiene algo de interés para todos, desde el principiante  más reciente hasta el productor más avanzado.
OBJETIVOS DE LA SOCIEDAD:  Estimular y extender la apreciación del Cymbidium, Paphiopedilum, Phragmipedium, y otras orquídeas cultivadas al aire libre en el sur de California y climas similares, y para desarrollar, adquirir y difundir información acerca de ellos y su cultura.